# Isla REM

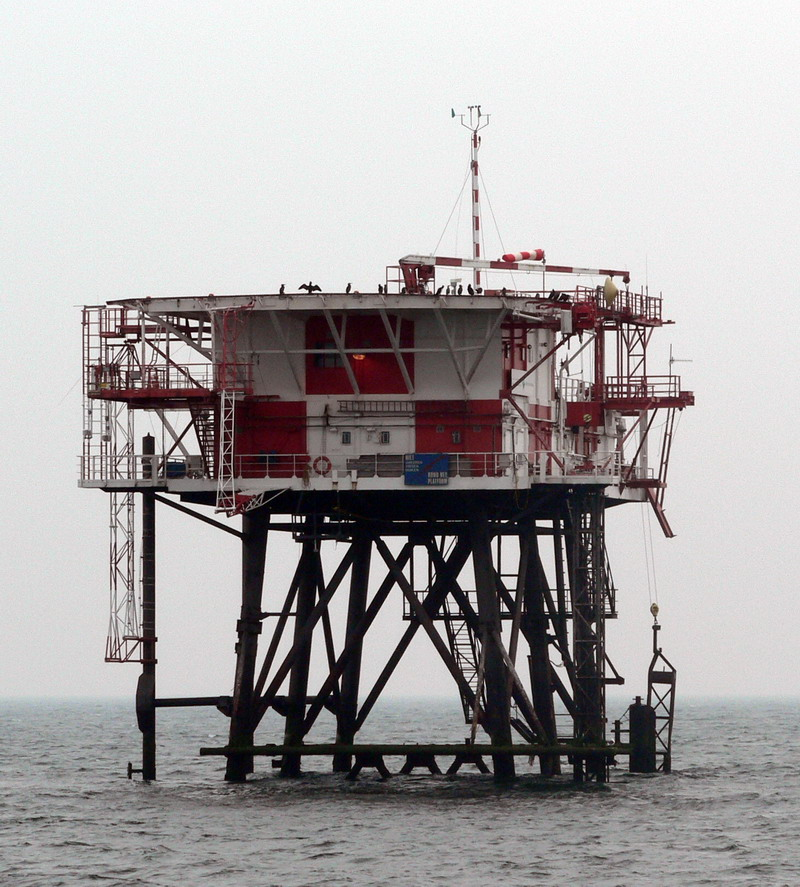
La Isla REM en 2006.

La Isla REM (en neerlandés: REM-eiland) fue una plataforma petrolífera construida en Irlanda y trasladada a la costa holandesa en 1964 con el propósito de transmitir ilegalmente radio y televisión, siendo ambas estaciones finalmente desmanteladas por las fuerzas armadas de los Países Bajos. Se ubicaba a seis millas de la costa de  Noordwijk.

## Historia

### Construcción
En 1963, un grupo de empresarios funda la Radiotelevisión Noordzee con sede en tierra firme pero ubicándose sus transmisores en mar abierto. La isla artificial fue construida en el muelle de Cork, Irlanda, siendo posteriormente trasladada a su ubicación final. 
El 12 de agosto de 1964 se inician las primeras transmisiones a modo de prueba, para luego tres días más tarde (el 15 de agosto) comenzar a emitir de manera regular. El servicio de radio transmitía en 1400 kHz, mientras que la televisión usaba el canal E11 (VHF, 625 líneas). 
La sigla REM significaba "Compañía explotadora de publicidad" (en neerlandés: Reclame Exploitatie Maatschappij) y su propósito era emitir radio y televisión privada. Las leyes neerlandesas de la época no permitían este tipo de compañías, pero la plataforma se ubicaba fuera de aguas territoriales, creando un vacío legal que ya habían utilizado otras radioemisoras con anterioridad.
Si bien las autoridades neerlandesas estaban en contra de las radiodifusoras piratas, no podían impedir la emisión de las mismas. El 12 de diciembre de 1964, el gobierno aprueba la Ley REM, que dividió el Mar del Norte en secciones continentales, por lo que el fondo marino en donde se ubicaban los cimientos de la isla fue declarado territorio holandés. Cinco días más tarde, la armada holandesa abordó la plataforma y terminó con las transmisiones.

### Uso posterior

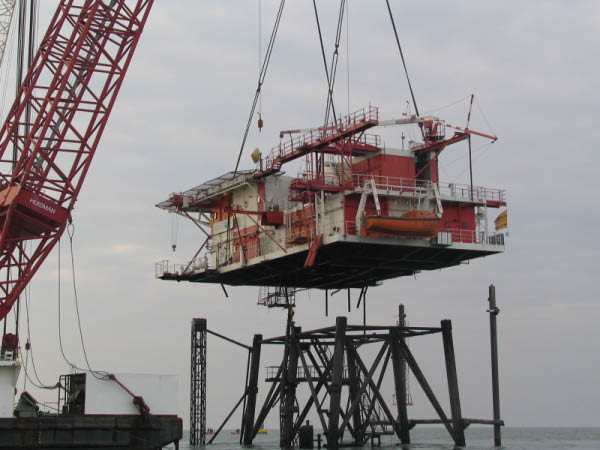
Desmantelamiento de la Isla REM en 2007.

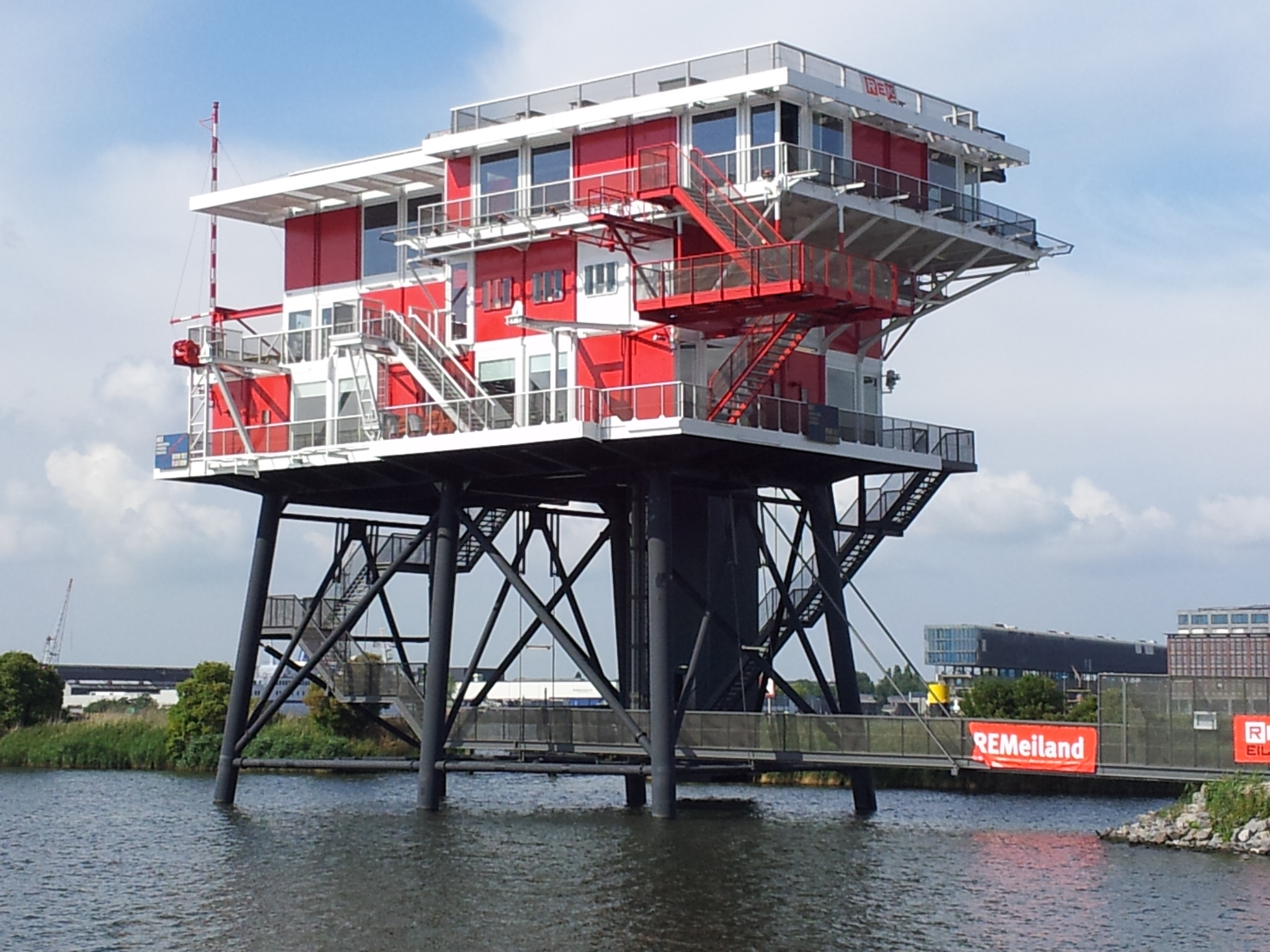
La plataforma en julio de 2011.

Un año luego de la redada, y debido a las protestas populares y la agitación política provocada por esta decisión, Radio Noordzee retomó sus trasmisiones legalmente bajo el nombre TROS. Luego de esto, la isla REM fue utilizada por el gobierno holandés para medir la temperatura y la concentración salina del mar. En 2004, y luego de un intento fallido por vender la estructura, el gobierno decide desmantelar la plataforma y se realiza un evento radial de despedida organizado por radioaficionados bajo el indicativo PB6REM. Este evento se realizó en la estructura el 8 de junio de 2006.
Desde marzo de 2011 la plataforma se ubica en el puerto de Ámsterdam utilizándose como restaurante.